# Cantharis

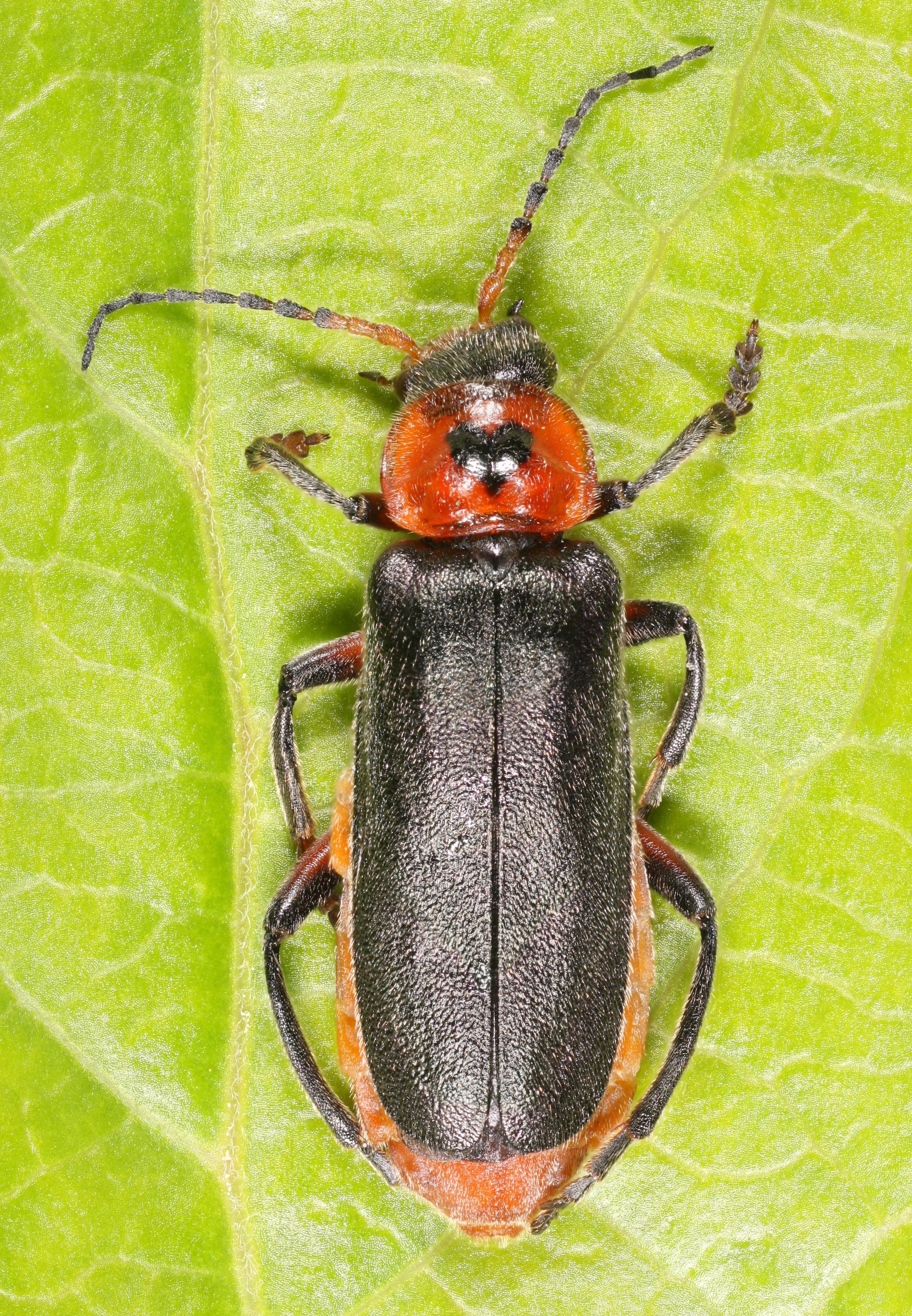
Cantharis rustica

Cantharis es un género insectos de la familia Cantharidae, perteneciente a la subfamilia Cantharinae y a la tribu Cantharini. El género contiene 36 especies aproximadamente.

## Especies
- Cantharis brancuccii (Svihla, 1992)
- Cantharis bulgarica (Svihla, 1983)
- Cantharis cedricola (Wittmer, 1971)
- Cantharis cincti thorax (Moscardini, 1963)
- Cantharis cretica (Wittmer, 1971)
- Cantharis cyprogenia (Svihla, 1983)
- Cantharis dahlgreni (Wittmer, 1984)
- Cantharis dedicata (Svihla, 2005)
- Cantharis emiliae (Svihla, 1992)
- Cantharis fusca (Linnaeus, 1758)
- Cantharis gemina (Dahlgren, 1974)
- Cantharis heleocharis (Sato, Okushima & Ishida, 2002)
- Cantharis inthanonensis (Wittmer, 1997)
- Cantharis iranica (Wittmer, 1975)
- Cantharis jindrai (Svihla, 2004)
- Cantharis kafkai (Svihla, 1999)
- Cantharis kambaitiensis (Wittmer, 1989)
- Cantharis knizeki (Svihla, 2004)
- Cantharis lucens (Moscardini, 1967)
- Cantharis malaisei (Wittmer, 1989)
- Cantharis melaspoides (Wittmer, 1971)
- Cantharis metallipennis (Wittmer, 1997)
- Cantharis minutemaculata (Wittmer, 1997)
- Cantharis pakistana (Wittmer, 1997)
- Cantharis pamphylica (Wittmer, 1971)
- Cantharis podistroides (Svihla, 1992)
- Cantharis rifensis (Kocher, 1961)
- Cantharis rustica Fallén, 1807
- Cantharis satoi (Wittmer, 1997)
- Cantharis schoeni (Svihla, 1992)
- Cantharis seinghukuensis (Wittmer, 1989)
- Cantharis shergaoensis (Wittmer, 1989)
- Cantharis sucinonigra (Kuska, 1992)
- Cantharis thibetanomima (Wittmer, 1997)
- Cantharis voriseki (Svihla, 1992)
- Cantharis ziganadagensis (Wittmer, 1971)
- Cantharis zolotikhini (Kazantsev, 1994)

## Distribución
Se encuentra en Chile, España, Francia, Sicilia (Italia), Rusia y Colombia.